# シャウムブルク宮殿

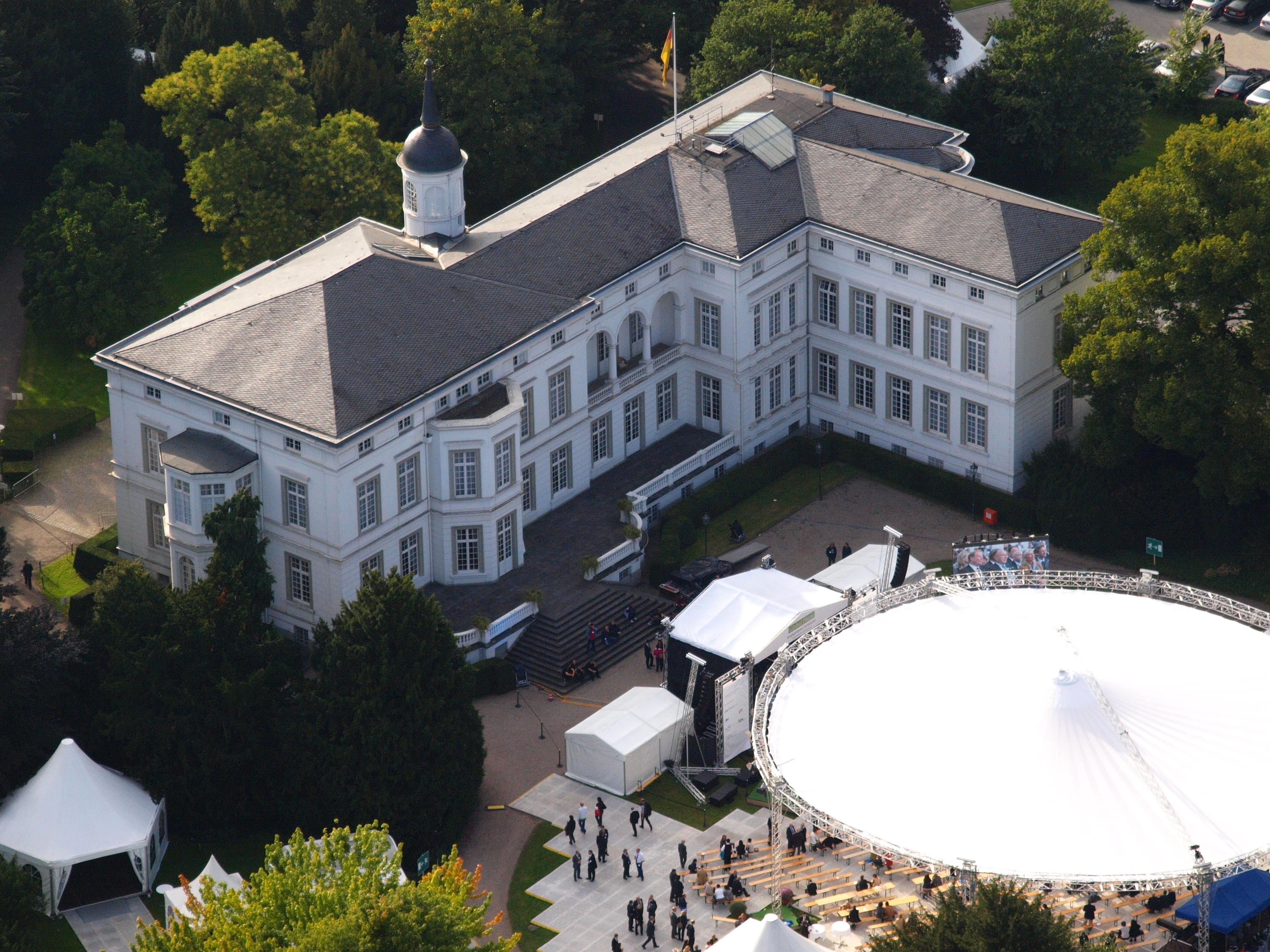
上空からのシャウムブルク宮殿

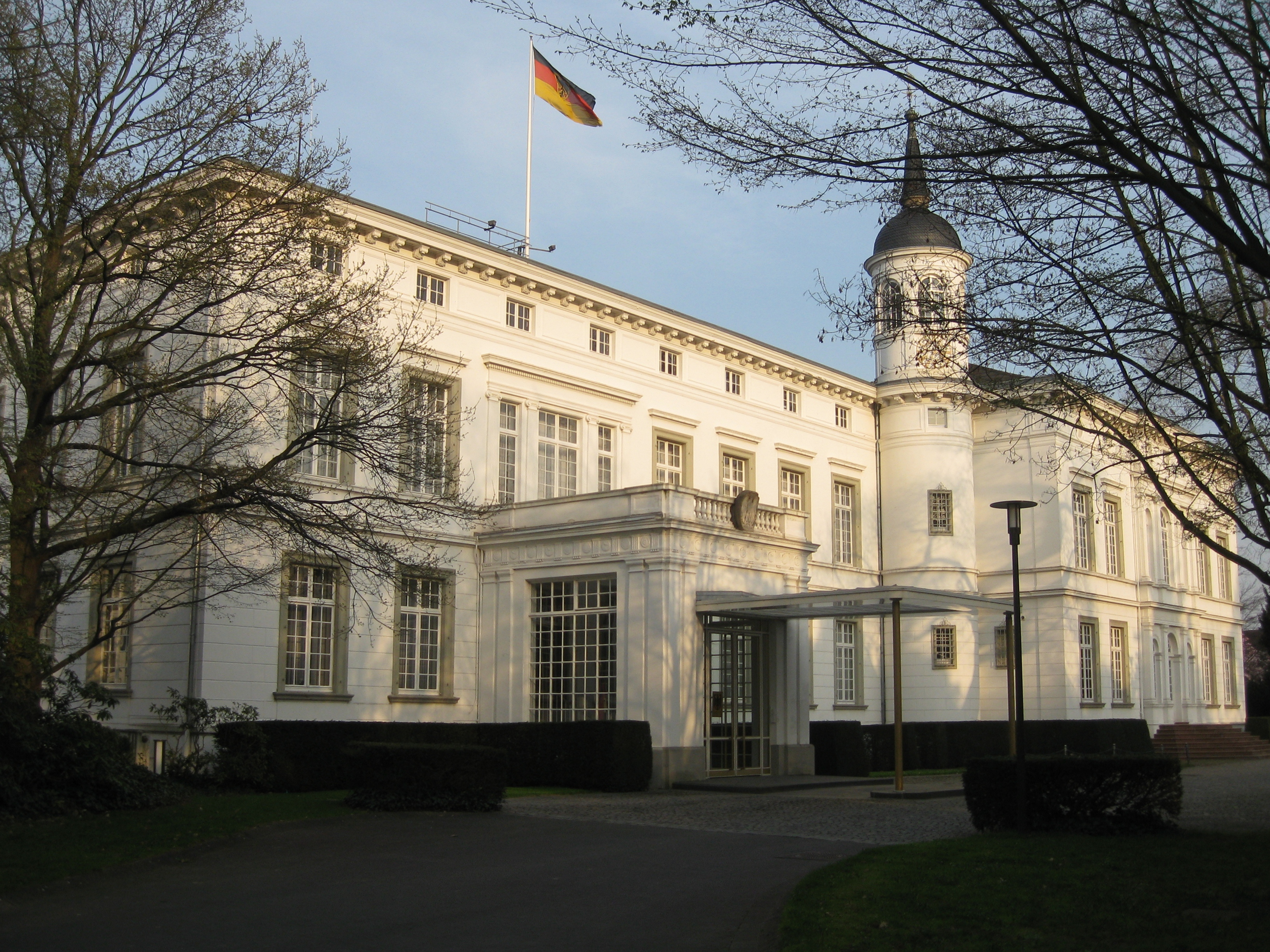
シャウムブルク宮殿

シャウムブルク宮殿（ドイツ語：Palais Schaumburg）は、西ドイツの首都であったドイツ連邦共和国ノルトライン＝ヴェストファーレン州ボンにある新古典主義建築の建物。
1949年から1976年まで、ドイツ首相の主要官邸であり、連邦首相府であった。2001年以降は第二首相官邸、第二連邦首相府として扱われている。

## 名称
ドイツ語では、Haus des Bundeskanzlers （連邦首相の家）とも呼ばれる。シャウムブルクは、この宮殿を所有したシャウムブルク＝リッペ侯国の元王族シャウムブルク＝リッペ家に由来する。

## 歴史
1858年-1860年の間に、布製造業者 Aloys Knops が後期新古典主義建築の夏の離宮として建設。1860年に ニューヨーク市から来たアメリカ人布製造業者 Wilhelm Loeschigk の手に渡り、Villa Loeschigk と呼び1890年まで住んでいた。
1894年、シャウムブルク＝リッペ侯アドルフ1世ゲオルクの子で、ドイツ皇帝ヴィルヘルム2世の義弟、リッペ侯国摂政アドルフ王子が購入して、拡張工事が行われた。1939年1月31日、軍がリッペ家のエルンスト・ヴォルラートから購入した。
第二次世界大戦後、西ドイツの初代連邦首相コンラート・アデナウアーが1949年11月に首相府とするまえはベルギー軍のスタッフが使用した。その二か月後、元フランス首相ロベール・シューマンをゲストとして迎えた。1950年、首相府として使えるよう再建された。その後手狭になったので、何度も拡張工事が行われた。
1976年、首相府を手狭な宮殿から連邦首相府 (ボン)に移したが、いくつかの部門は宮殿側に残された。1986年に、環境・自然保護・原子炉安全大臣の家となった。1990年（ドイツ再統一）後、5人の連邦特命大臣は特別任務のため事務所を置いた。
その後も、さまざまな条約の調印の際に使用されたり、公務の場として活用された。首相府がベルリンへ移転した2001年以降、第二連邦首相府・官邸として使用されている。

## 植樹
首相が就任を記念して、恒例として植樹を行っている。